# Oliver Smithies
Oliver Smithies (ur. 23 czerwca 1925 w Halifaksie, West Yorkshire, zm. 10 stycznia 2017 w Chapel Hill) – amerykański genetyk angielskiego pochodzenia, pracujący na Uniwersytecie Karoliny Północnej w Chapel Hill.

## życiorys
Smithies studiował fizjologię, a potem na drugim fakultecie z chemii. Następne tytuły naukowe z biochemii uzyskał w Balliol College na Uniwersytecie Oksfordzkim.
W latach 1953–1960 pracował w Connaught Medical Research Laboratory na Uniwersytecie Torontońskim z powodu trudności wizowych, zanim objął stanowisko, jak poprzednio planował, profesora genetyki lekarskiej na Uniwersytecie Wisconsin w Madison, gdzie pracował w latach 1960–1988. Od 1988 Smithies był profesorem patologii i analityki medycznej na Uniwersytecie Karoliny Północnej w Chapel Hill. Był także zatrudniony w Institute for Genome Sciences and Policy na Uniwersytecie Duke’a.
W 2007, wspólnie z Martine Evansem i Mario Capecchi, uhonorowany został Nagrodą Nobla w dziedzinie fizjologii i medycyny za „odkrycie zasad użycia zarodkowych komórek macierzystych do modyfikacji genetycznych myszy”.